# Sebaea erosa
Sebaea erosa är en gentianaväxtart som beskrevs av Schinz. Sebaea erosa ingår i släktet Sebaea och familjen gentianaväxter. Inga underarter finns listade i Catalogue of Life.